# الشتات الشركسي
الشتات الشركسي، يشير الشتات الشركسي إلى الشعب الشركسي العرقي في جميع أنحاء العالم الذين يعيشون خارج وطنهم شركيسيا. 

## التاريخ

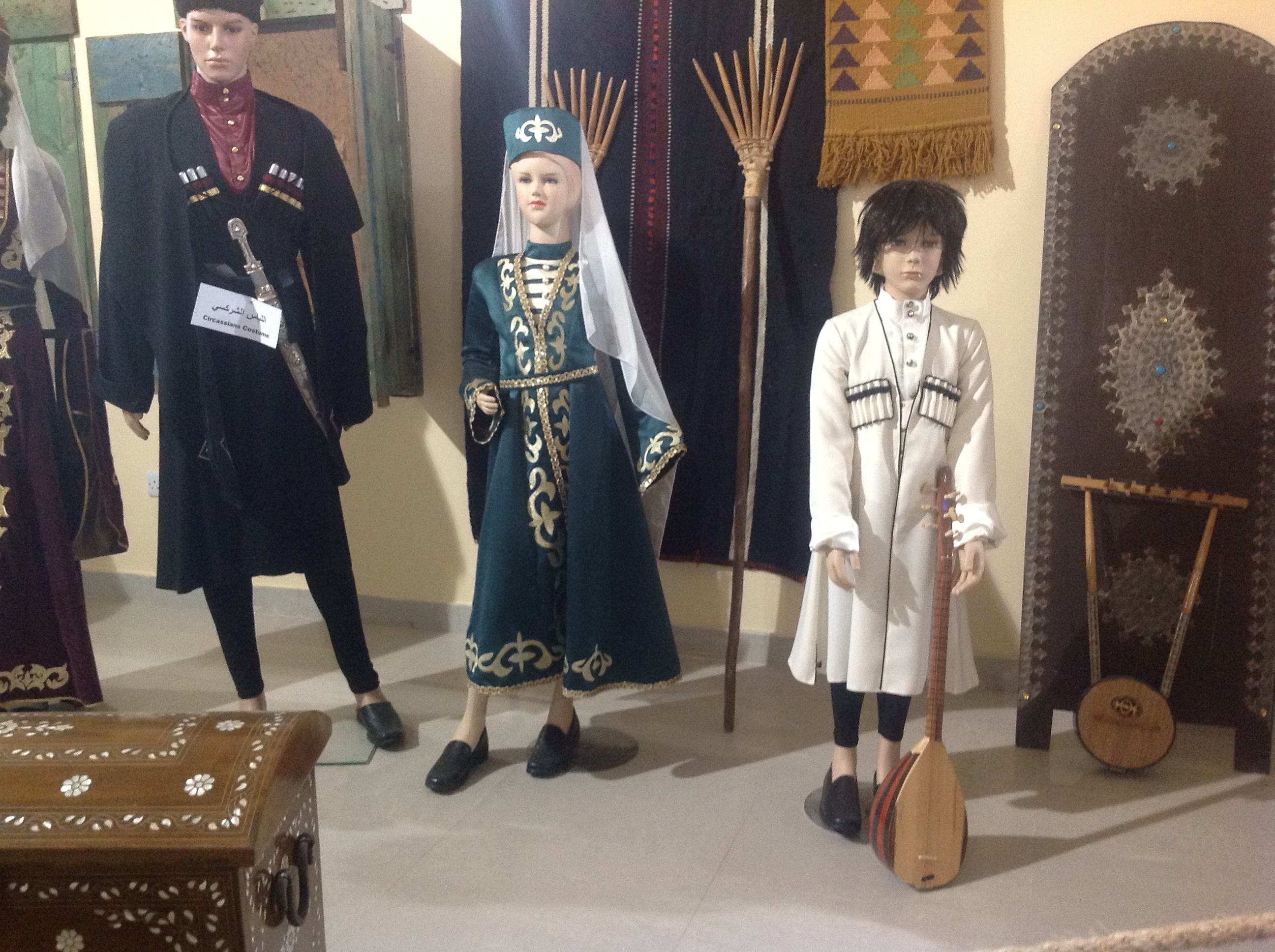
أزياء شركسية

يعيش غالبية الشراكسة في الشتات، حيث استقر أسلافهم خلال إعادة توطين السكان الشركس، وخاصة خلال أواخر القرن التاسع عشر وأوائل القرن العشرين. من عام 1763 إلى عام 1864.
حارب الشراكسة ضد الإمبراطورية الروسية في الحرب الروسية الشركسية، واستسلموا أخيرًا لحملة إبادة جماعية بنظام الأرض المحروقة بدأت بين عامي 1862 و1864، تم نفي أعداد كبيرة من الشراكسة وترحيلهم إلى الإمبراطورية العثمانية ودول أخرى. المناطق المجاورة وتم إعادة توطين آخرين في روسيا بعيدًا عن أراضيهم الأصلية.

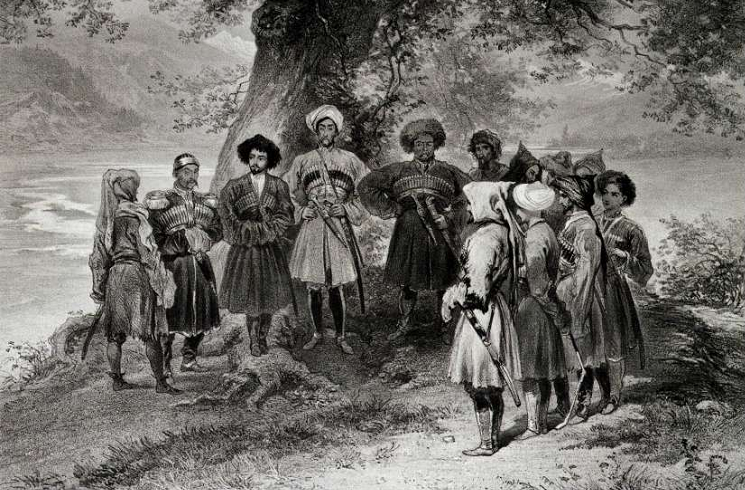
شركس عام 1840

يعيش الشراكسة في أكثر من خمسين دولة، إلى جانب جمهورية الأديغيا. تختلف تقديرات إجمالي عدد السكان: وفقًا لبعض المصادر، يعيش حوالي مليوني نسمة في تركيا والأردن وسوريا والعراق، وتقول مصادر أخرى إن ما بين مليون وأربعة ملايين يعيشون في تركيا وحدها.

## الشرق الأوسط
بدأ عدد كبير من الشراكسة بالوصول إلى بلاد الشام في ستينيات وسبعينيات القرن التاسع عشر من خلال إعادة توطينهم من قبل الإمبراطورية العثمانية لأسباب سياسية أو عسكرية. قام العثمانيون بتوطينهم في مناطق بها أقليات مسلمة وسكان كانوا يشكلون مصدر قلق للحكومة.
ويوجد ما يقدر بنحو 600 قرية شركسية في وسط وغرب الأناضول. وبالمثل، تم توطين الشراكسة الذين انتقلوا إلى الأردن هناك لمواجهة هجمات البدو المحتملة. هناك عدد كبير من السكان الشركس في سوريا، الذين حافظوا إلى حد كبير على ثقافتهم الأصلية وحتى لغتهم.

## تركيا
يعتبر المؤرخون أن الشراكسة يلعبون دورًا رئيسيًا في تاريخ تركيا. يوجد في تركيا أكبر عدد من السكان الأديغة في العالم، حيث يعيش حوالي نصف الشراكسة في تركيا، وخاصة في مقاطعتي سامسون وأوردو (في شمال تركيا)، وكهرمان مرعش (في جنوب تركيا)، وقيصري (في وسط تركيا)، وبانديرما، وتركيا. دوزجه (في شمال غرب تركيا)، على طول شواطئ البحر الأسود؛ المنطقة القريبة من مدينة أنقرة، خدم العديد من الشراكسة بنشاط في الجيش. وفي الفترة التي تلت الحرب العالمية الأولى، برز الشراكسة إلى الواجهة في الأناضول كمجموعة من ذوي القدرات التسليحية والتنظيمية المتقدمة نتيجة الصراع الذي خاضوه مع القوات الروسية حتى وصولها إلى الأراضي العثمانية.

## إيران
يعود تاريخ الشتات الشركسي في إيران إلى نهاية القرن الخامس عشر، عندما أغار جنيد من قبيلة آك كويونلو على مناطق شركيسيا وأخذ السجناء. ومع ذلك، فإن التدفق الكبير الحقيقي للشركس بدأ في زمن الشاه، الذي قام في أربع حملات بترحيل حوالي 30,000 من الشركس والجورجيين إلى إيران.

## مصر
يعود تاريخ الشتات الشركسي إلى نهاية القرن الرابع عشر: فالسكان الشركس في مصر يزعمون أنهم ينحدرون من المماليك الذين حكموا مصر وسوريا خلال سلطنة المماليك.

## سوريا
في عام 1987، كانت سوريا موطنًا لحوالي 100.000 شركسي، نصفهم تقريبًا يعيشون في محافظة حوران، وكان العديد من الشراكسة يعيشون في مرتفعات الجولان. خلال فترة الانتداب الفرنسي على سوريا ولبنان (1920-1946)، خدم الشراكسة مع القوات الفرنسية، مما أكسبهم عدم ثقة دائم من العرب السنة السوريين.
كما أرادوا أن تصبح منطقة الجولان وطنًا قوميًا للاجئين الشركس من القوقاز. خدمت كتيبة شركسية في الجيش الفرنسي وساعدته ضد الانتفاضات القومية العربية. وكما هو الحال في مقاطعة الجزيرة، رفضت السلطات الفرنسية منح أي وضع حكم ذاتي لشركس الجولان.

## الأردن
أسس الشركس خمس قرى في الأردن: في عمان (1878)، وادي السير (1880)، جرش (1884)، ناعور (1901)، والرصيفة (1904). منذ ذلك الحين، كان للشراكسة دور رئيسي في تنمية الأردن، حيث شغلوا مناصب رفيعة في الحكومة الأردنية والقوات المسلحة والقوات الجوية والشرطة، وفي عام 1921، مُنح الشراكسة منصب الموثوق الشخصي الحرس الملكي للملك عبدالله الأول. ومنذ ذلك الحين، أصبح الشراكسة بمثابة الحرس الملكي، حيث يخدمون ملوك الأردن الأربعة، الملك عبد الله الأول، والملك طلال الأول، والملك الحسين الأول، والملك عبد الله الثاني. وفي عام 1932، تأسست الجمعية الخيرية الشركسية، مما يجعلها ثاني أقدم جمعية خيرية في الأردن. وفي عام 1944 تأسس النادي الأهلي وهو نادي رياضي شركسي. وفي عام 1950، تم افتتاح نادي الجيل الجديد، بهدف الحفاظ على الثقافة الشركسية. في عام 2009، تأسست أكاديمية الثقافة الشركسية، بهدف الحفاظ على اللغة الشركسية، والتي تضم اللغتين الأديغة والقباردية المرتبطتين ارتباطًا وثيقًا .
في 21 مايو 2011، نظمت الجالية الشركسية في الأردن احتجاجًا أمام السفارة الروسية معارضة لدورة الألعاب الأولمبية الشتوية في سوتشي 2014، لأنه يُزعم أن موقع الألعاب تم بناؤه فوق موقع المقابر الجماعية للشركس الذين قتلوا خلال الغزو الشركسي. الإبادة الجماعية عام 1864.

## العراق
العراق موطن لحوالي 35,000 شركسي، معظمهم من أصول شركسية غربية. جاء الأديغة إلى العراق على دفعتين: مباشرة من شركيسيا، وبعد ذلك من البلقان. لقد استقروا في جميع أنحاء العراق – من الشمال إلى الجنوب – ولكن الأهم من ذلك كله في العاصمة العراقية بغداد. وتشير التقارير إلى أن هناك 30 ألف عائلة أديغية في بغداد وحدها. واستقر العديد منهم أيضًا في كركوك وديالى والفلوجة وأماكن أخرى. لعب الشراكسة دورًا رئيسيًا في فترات مختلفة عبر تاريخ العراق، وقدموا مساهمات كبيرة للمؤسسات السياسية والعسكرية في البلاد، وللجيش العراقي على وجه الخصوص. كان العديد من رؤساء الوزراء العراقيين من أصل شركسي.

## إسرائيل
هناك ما بين خمسة إلى عشرة آلاف شركسي في إسرائيل، يعيش معظمهم في كفر كاما (5005) والريحانية (5000). وكانت هاتان القريتان جزءًا من مجموعة أكبر من القرى الشركسية المحيطة بمرتفعات الجولان. كما هو الحال مع اليهود الإسرائيليين، والسكان الدروز الذين يعيشون داخل إسرائيل، يجب على الرجال الشركس إكمال الخدمة العسكرية الإلزامية عند بلوغهم سن الرشد. يعمل العديد من الشراكسة في إسرائيل في قوات الأمن، بما في ذلك في شرطة الحدود الإسرائيلية، وقوات الدفاع الإسرائيلية، والشرطة الإسرائيلية، ومصلحة السجون الإسرائيلية.

## ليبيا
يعيش في ليبيا نحو 35 ألف شركسي، معظمهم في مدينة مصراتة وتبعد 200 كيلومتر شرق طرابلس.

## كوسوفو
عاشت أقلية صغيرة من الشراكسة في كوسوفو بوليي منذ أواخر ثمانينيات القرن التاسع عشر، كما ذكر نويل مالكولم في عمله الأساسي حول تلك المقاطعة، ولكن تم إعادتهم إلى جمهورية أديغيا في جنوب روسيا في أواخر التسعينيات.

## بولندا
عاش عدد صغير من السكان يبلغ عددهم 26 متحدثًا بالشركس في بولندا الكونجرس في التقسيم الروسي لبولندا، وفقًا لتعداد عام 1897.

## رومانيا
هناك أدلة على وجود أشخاص في إمارتي مولدافيا وفلاشيا بأسماء مشتقة من الشراكسة. علاوة على ذلك، وفي أعقاب الإبادة الجماعية الشركسية، استقر حوالي 10.000 شركسي في شمال دبروجة، وهي منطقة تابعة الآن لرومانيا. تم طردهم لاحقًا على النحو المتفق عليه في معاهدة سان ستيفانو عام 1878، والتي أعطت المنطقة لرومانيا.